# 楚勇
楚勇，是太平天国时期的一支属于湘军系统的地方团练。亦称楚军、宝勇。

## 主要活动

### 楚勇之始
咸丰二年（1852年），太平军在永安受挫，转而攻桂林。同年，刘长佑回乡，在维新书院讲学，在江忠源的力邀下重新出山，随江忠源，入广西协助赛尚阿镇压太平天国革命。乘赛尚阿军令，江忠源领广西军营一千二百人到新宁募兵，得兵五百人，这支结合了地方团练和正規軍隊的部队被名为楚勇。清人邓辅伦、王政慈所撰《刘长佑谱》中载：
“江公即行，公不敢辞……军桂林城北，合新旧所部千七百人，名楚勇，是为楚勇之始。”
太平军在桂林城下被楚勇大败后，转道全州，伐柯为筏，欲循湘江直下夺取长沙。江忠源用刘长佑之计，绕路敌前，扼守蓑衣渡，砍下许多木头，在河中遍布暗桩，连营河西岸，约诸军会师东岸，以截击太平军。果然，太平军乘船筏顺江而下，至蓑衣渡，其船筏纷纷被水中的木桩卡住，继而楚勇放火烧其船筏，从两岸夹攻，鏖战两昼夜，用火炮炸死了太平军南王冯云山，致使太平军在蓑衣渡惨败，楚勇由此而声威大振。

### 长沙围城
咸丰二年八月，江忠源与刘长佑选五百精锐顺湘江下援长沙，从湘江西岸的溁湾市（即今溁湾镇）渡河，驻扎在城北。刘长佑因在长沙读书多年，熟知长沙地形：城东南角地势较高，可以俯瞰城中，便与江忠源商议，将营垒驻扎在天心阁下。紧接着，太平军一千多人来争夺，楚勇分兵拒敌，且战且在天心阁下筑垒，第二天，垒成。后来，太平军围攻长沙八十余天，两次攻破了南面城墙垛口，还是不能攻入长沙城，就是因为天心阁的犄角之力。就是在天心阁下，太平军骁勇的西王萧朝贵在激烈的战斗中中炮身亡，遭受到巨大的损失。

### 江忠源战死
咸丰三年（1853年）6月，江忠源授官安徽巡抚。10月，以太平军从南昌撤围西上，急赴湖北田家镇（今武穴西北）增防，被太平军击败，退至武汉。12月率部入守庐州（今合肥），陷入太平军的重围。因兵单粮乏，援兵不至，庐州城于咸丰三年十二月（1854年）1月14日被太平军攻破，投水自杀。江忠源被清廷追赠总督，谥忠烈。有《江忠烈公遗集》传世。

### 后期活动
后期的楚勇因主将战死，归于刘长佑及江忠源族弟江忠义统领。
- 驻江西与石达开作战，期间有两次宝庆之战；
- 在广西镇压了天地会建立的大成国。

## 和湘军的关系
湘军的概念存在广义与狭义之分。
广义的湘军为洪杨之乱时，湖南的各路团练，意即湖南人的军队。此种说法见于王闿运《湘军志》。
狭义湘军为以曾国藩在衡州训练的团练为主体。见湘军。

## 和楚军的关系
左宗棠离开曾國藩幕府之後，招募的团练称楚军。楚勇中的蒋益澧部拨归左宗棠指挥，成为左宗棠的主力部队。

## 主要人物
- 江忠源
- 江忠义
- 刘长佑
- 刘坤一
- 刘明燈

## 链接
- http://jds.cass.cn/Article/20071106183824.asp （页面存档备份，存于）

- http://www.hnmrw.net/llyd/Html/33_12447.html （页面存档备份，存于）